# Design Your Universe
Design Your Universe je čtvrté album od nizozemské symphonic metalové, progressive metalové a gothic metalové kapely Epica a je zaměřené na téma kvantová fyzika. Album bylo vydáno 16. října 2009 u vydavatelství Nuclear Blast.

## Seznam skladeb
1. Samadhi (Prelude)
2. Resign To Surrender (A New Age Dawns Part IV)
3. Unleashed
4. Martyr Of The Free World
5. Our Destiny
6. Kingdom Of Heaven (A New Age Dawns Part V)
7. The Price Of Freedom (Interlude)
8. Burn To A Cinder
9. Tides Of Time
10. Deconstruct
11. Semblance Of Liberty
12. White Waters
13. Design Your Universe (A New Age Dawns Part VI)

Bonus
1. Incentive
2. Unleashed" (duet s Amandou Somerwille)
3. Nothing's Wrong (Heideroosjes cover)

## Obsazení
- Simone Simons – mezzosopránový zpěv
- Mark Jansen – kytara, growling, screaming
- Ad Sluijter – kytara
- Coen Janssen – piano, klávesy
- Yves Huts – basová kytara
- Arïen van Weesenbeek – bicí

### Hosté
- Tony Kakko – zpěv v písni White Waters
- Amanda Somerville – sopránový zpěv v písni Unleashed, doprovodný zpěv
- Brian Reese – orchestrální prvky v písni Tides of Time

- Chorus
  - Linda van Summeren – soprán
  - Bridget Fogle – soprán
  - Amanda Somerville – alt
  - Cloudy Yang – alt
  - Previn Moore – tenor
  - Melvin Edmondsen – bas
  - Simon Oberender, Olaf Reitmeier, Coen Janssen – baryton